# Clásica de Almería 2000
De Clásica de Almería 2000 werd verreden op zondag 27 februari over een afstand van 176 kilometer. De wedstrijd met start in Puebla de Vícar en finish in Vera werd gewonnen door de Spaanse neo-prof Isaac Gálvez, die zijn eerste zege als beroepsrenner behaalde. Het was de dertiende editie van deze Spaanse wielerkoers. Er kwamen 120 renners over de finish. Titelverdediger was de Tsjechische sprinter Ján Svorada die deze editie als tweede eindigde.

## Uitslag
| Plaats  | Naam               | Ploeg              | Tijd     |
| ------- | ------------------ | ------------------ | -------- |
| Winnaar | Isaac Gálvez       | Kelme-Costa Blanca | 4u36'51" |
| 2       | Ján Svorada        | Lampre-Daikin      | z.t.     |
| 3       | Markus Zberg       | Rabobank           | z.t.     |
| 4       | Endrio Leoni       | Alessio-SGM        | z.t.     |
| 5       | Flavio Zandarin    | Alessio-SGM        | z.t      |
| 6       | Fabiano Fontanelli | Mercatone Uno      | z.t.     |
| 7       | Erik Dekker        | Rabobank           | z.t.     |
| 8       | Jeroen Blijlevens  | Team Polti         | z.t.     |
| 9       | Igor Flores        | Euskaltel-Euskadi  | z.t.     |
| 10      | Jürgen Werner      | Team Nürnberger    | z.t.     |
|         |                    |                    |          |
| 29      | Steve Vermaut      | US Postal          | z.t.     |

Mannen: 1988 · 1989 · 1990 · 1991 · 1992 · 1993 · 1994 · 1995 · 1996 · 1997 · 1998 · 1999 · 2000 · 2001 · 2002 · 2003 · 2004 · 2005 · 2006 · 2007 · 2008 · 2009 · 2010 · 2011 · 2012 · 2013 · 2014 · 2015 · 2016 · 2017 · 2018 · 2019 · 2020 · 2021 · 2022 · 2023 · 2024 · 2025
Vrouwen: 2023 · 2024 · 2025